# مورغاه كوشك (دشت روم)
مورغاه کوشك (بالفارسية: مورگاه کوشک) هي قرية تقع في إيران في قسم دشت روم الريفي.